# 24.ª edición de los Premios Óscar
La 24.ª edición de los premios Óscar se celebró el 20 de marzo de 1952 en el RKO Pantages Theatre de Hollywood.
El premio a la mejor película fue para Un americano en París, cinta que consiguió 6 premios, la misma cantidad que A Place in the Sun. Un tranvía llamado Deseo ganó 4 Óscars, de los cuales 3 fueron en categorías interpretativas. La única nominación interpretativa que no consiguió fue la de Marlon Brando, cuya actuación como Stanley Kowalski ha sido posteriormente considerada una de las más influyentes de la interpretación moderna.
Humphrey Bogart fue el último intérprete masculino nacido en el siglo XIX que ganó el premio al mejor actor.
Un americano en París se convirtió en la segunda película en color en ganar el premio a la mejor película, tras el triunfo de Lo que el viento se llevó en 1939.

## Ganadores y nominados

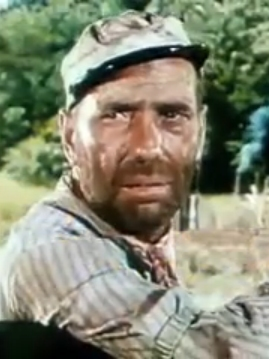
Humphrey Bogart obtuvo el Óscar como mejor actor por The African Queen.

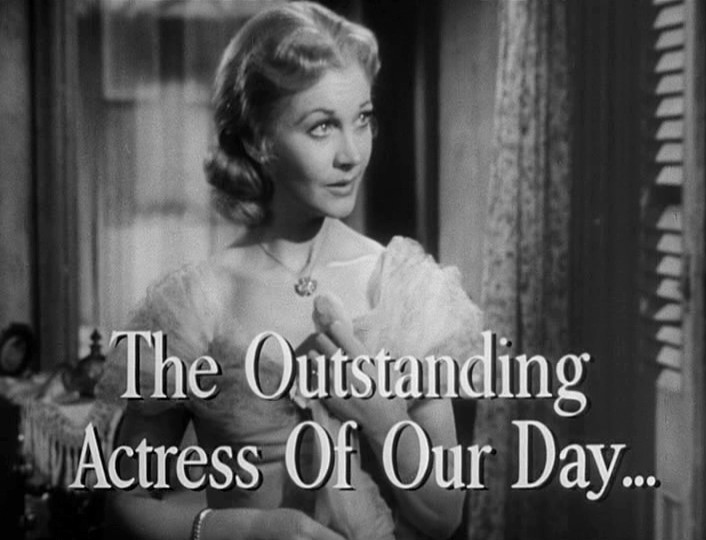
Vivien Leigh obtuvo el Óscar a la mejor actriz por Un tranvía llamado Deseo.

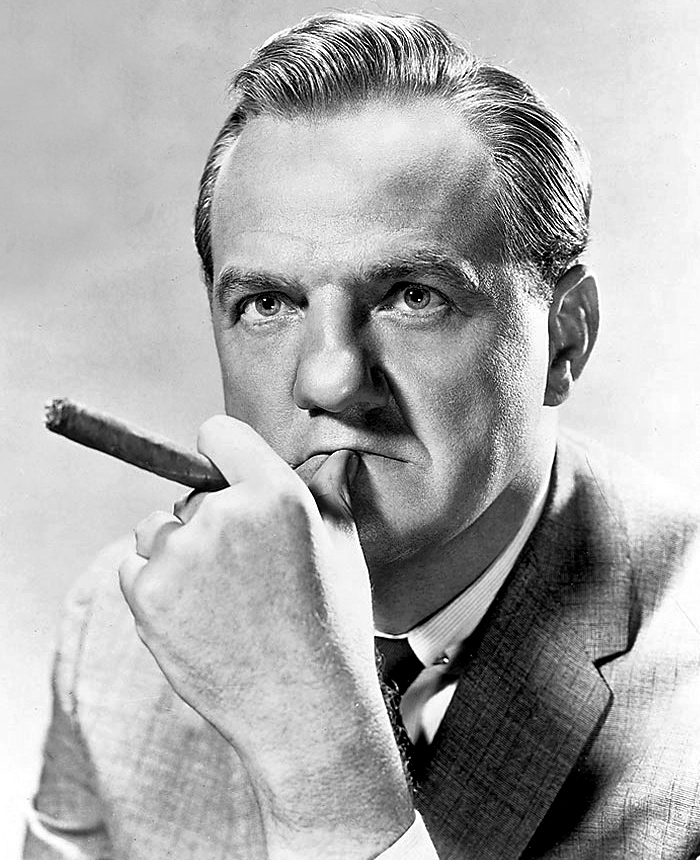
Karl Malden obtuvo el Óscar al mejor actor de reparto por Un tranvía llamado Deseo.

Indica el ganador dentro de cada categoría.
| Mejor película Presentado por: Jesse L. Lasky An American in Paris (Un americano en París) — Arthur Freed, productor - A Place in the Sun (Un lugar en el sol) — George Stevens, productor - Quo Vadis — Sam Zimbalist, productor - A Streetcar Named Desire (Un tranvía llamado Deseo) — Charles K. Feldman, productor - Decision Before Dawn (Decisión al amanecer) — Anatole Litvak y Frank McCarthy, productores | Mejor dirección Presentado por: Joseph L. Mankiewicz George Stevens — A Place in the Sun (Un lugar en el sol) - Elia Kazan — Un tranvía llamado Deseo - William Wyler — Detective Story (Brigada 21) - Vincente Minnelli — An American in Paris (Un americano en París) - John Huston — The African Queen (La reina de África) |
| Mejor actor Presentado por: Greer Garson Humphrey Bogart — The African Queen (La reina de África) - Marlon Brando — A Streetcar Named Desire (Un tranvía llamado Deseo) - Montgomery Clift — A Place in the Sun (Un lugar en el sol) - Arthur Kennedy — Bright Victory (Nuevo amanecer) - Fredric March — Death of a Salesman (La muerte de un viajante) | Mejor actriz Presentado por: Ronald Colman Vivien Leigh — A Streetcar Named Desire (Un tranvía llamado Deseo) - Jane Wyman — The Blue Veil (No estoy sola) - Shelley Winters — A Place in the Sun (Un lugar en el sol) - Eleanor Parker — Detective Story (Brigada 21) - Katharine Hepburn — The African Queen (La reina de África) |
| Mejor actor de reparto Presentado por: Claire Trevor Karl Malden — A Streetcar Named Desire (Un tranvía llamado Deseo) - Leo Genn — Quo Vadis - Kevin McCarthy — Death of a Salesman (La muerte de un viajante) - Peter Ustinov — Quo Vadis - Gig Young — Come Fill the Cup (Veneno implacable) | Mejor actriz de reparto Presentado por: George Sanders Kim Hunter — A Streetcar Named Desire (Un tranvía llamado Deseo) - Joan Blondell — The Blue Veil (No estoy sola) - Mildred Dunnock — Death of a Salesman (La muerte de un viajante) - Lee Grant — Detective Story (Brigada 21) - Thelma Ritter — The Mating Season (Casado y con dos suegras) |
| Mejor argumento Presentado por: Claire Luce Seven Days to Noon (Ultimátum) — Paul Dehn y James Bernard - Here Comes the Groom (Aquí viene el novio) — Robert Riskin y Liam O'Brien - The Frogmen (Luchas submarinas) — Oscar Millard - Teresa — Alfred Hayes y Stewart Stern - Bullfighter and the Lady (El torero y la dama) — Ray Nazarro y Budd Boetticher | Mejor argumento y guion Presentado por: Claire Luce An American in Paris (Un americano en París) — Alan Jay Lerner - Bring It On (¡A por todas!) — Robert Pirosh - David and Bathsheba (David y Bathsheba) — Philip Dunne - Ace in the Hole (El gran carnaval) — Billy Wilder, Lesser Samuels y Walter Newman - The Well (El pozo de la angustia) — Clarence Greene y Russell Rouse |
| Mejor guion Presentado por: Claire Luce A Place in the Sun (Un lugar en el sol) — Michael Wilson y Harry Brown - Detective Story (Brigada 21) — Philip Yordan y Robert Wyler - A Streetcar Named Desire (Un tranvía llamado Deseo) — Tennessee Williams - La ronde (La ronda) — Jacques Natanson y Max Ophüls - The African Queen (La reina de África) — James Agee y John Huston | Mejor cortometraje animado Presentado por: Lucille Ball The Two Mouseketeers - Fred Quimby - Lambert the Sheepish Lion - Walt Disney - Rooty Toot Toot - Stephen Bosustow |
| Mejor cortometraje - Un rollo Presentado por: Lucille Ball World of Kids - Robert Youngson - Ridin' the Rails - Jack Eaton - The Story of Time - Robert G. Leffingwell | Mejor cortometraje - Dos rollos Presentado por: Lucille Ball Nature's Half Acre - Walt Disney - Balzac - Les Films du Compass - Danger Under the Sea - Tom Mead |
| Mejor documental largo Presentado por: Janice Rule Kon-Tiki - Olle Nordemar - I Was a Communist for the F.B.I. - Bryan Foy | Mejor documental corto Presentado por: Janice Rule Benjy - Fred Zinnemann - One Who Came Back - Owen Crump - The Seeing Eye - Gordon Hollingshead |
| Mejor banda sonora de una película dramática o comedia Presentado por: Donald O'Connor A Place in the Sun (Un lugar en el sol) - Franz Waxman - David and Bathsheba (David y Bathsheba) – Alfred Newman - Death of a Salesman (La muerte de un viajante) – Alex North - Quo Vadis – Miklós Rózsa - A Streetcar Named Desire (Un tranvía llamado Deseo) – Alex North | Mejor orquestación de una película musical Presentado por: Donald O'Connor An American in Paris (Un americano en París) - Johnny Green y Saul Chaplin - Alicia en el país de las maravillas – Oliver Wallace - The Great Caruso (El gran Caruso) – Peter Herman Adler y Johnny Green - On the Riviera (En la Costa Azul) – Alfred Newman - Show Boat (Magnolia) – Adolph Deutsch y Conrad Salinger |
| Mejor canción original Presentado por: Donald O'Connor «In the Cool, Cool, Cool of the Evening» de Here Comes the Groom (Aquí viene el novio); compuesta por Hoagy Carmichael y Johnny Mercer - «A Kiss to Build a Dream On» de La banda; compuesta por Bert Kalmar, Harry Ruby y Óscar Hammerstein - «Never» de Golden Girl (La chica de oro); compuesta por Lionel Newman y Elliot Daniel - «Too Late Now» de Royal Wedding (Bodas reales); compuesta por Burton Lane y Alan Jay Lerner - «Wonder Why» de Rich, Young and Pretty (Rica, joven y bonita); compuesta por Nicholas Brodsky y Sammy Cahn | Mejor sonido Presentado por: Cyd Charisse The Great Caruso (El gran Caruso) — Douglas Shearer - Two Tickets to Broadway (Luces de Broadway) — John Aalberg - I Want You (No quiero decirte adiós) — Gordon E. Sawyer - Bright Victory (Nuevo amanecer) — Leslie Carey - A Streetcar Named Desire (Un tranvía llamado Deseo) — Nathan Levinson |
| Mejor fotografía - Blanco y negro Presentado por: Vera-Ellen A Place in the Sun (Un lugar en el sol) — William Mellor - Strangers on a Train (Extraños en un tren) — Robert Burks - The Frogmen (Luchas submarinas) — Nobert Brodine - Death of a Salesman (La muerte de un viajante) — Frank Planer - A Streetcar Named Desire (Un tranvía llamado Deseo) — Harry Stradling | Mejor fotografía - Color Presentado por: Vera-Ellen An American in Paris (Un americano en París) — Alfred Gilks y John Alton - When Worlds Collide (Cuando los mundos chocan) — John Seitz y Howard Greene - David and Bathsheba (David y Bathsheba) — Leon Shamroy - Quo Vadis — Robert Surtees y William Skall - Show Boat (Magnolia) — Charles Rosher |
| Mejor dirección de arte - Blanco y negro Presentado por: Marge Champion y Gower Champion A Streetcar Named Desire (Un tranvía llamado Deseo) — Richard Day y George James Hopkins - The House on Telegraph Hill (La casa de la colina) — Lyle Wheeler, J. DeCuir, Thomas Little y Paul Fox - Too Young to Kiss? — Cedric Gibbons, Paul Groesse, Edwin Willis y Keogh Gleason - Fourteen Hours (Catorce horas) — Lyle Wheeler, Leland Fuller, Thomas Little y Fred Rode - La ronde (La ronda) — Jean D'Eaubonne                                                                                         | Mejor dirección de arte - Color Presentado por: Marge Champion y Gower Champion An American in Paris (Un americano en París) — Cedric Gibbons, Preston Ames, Edwin Willis y Keogh Gleason - David and Bathsheba (David y Bathsheba) — Lyle Wheeler, George Davis, Thomas Little y Paul Fox - On the Riviera (En la Costa Azul) — Lyle Wheeler, Leland Fuller, Joseph Wright, Thomas Little y Walter Scott - Quo Vadis — William Horning, Cedric Gibbons, Edward Carfagno y Hugh Hunt - The Tales of Hoffmann (Los cuentos de Hoffmann) — Hein Heckroth |
| Mejor diseño de vestuario - Blanco y negro Presentado por: Zsa Zsa Gabor A Place in the Sun (Un lugar en el sol) — Edith Head - A Streetcar Named Desire (Un tranvía llamado Deseo) — Lucinda Ballard - The model and the marriage broker (La modelo y la casamentera) — Charles LeMaire y Renié - The Mudlark — Edward Stevenson y Margaret Furse - Kind Lady — Walter Plunkett y Gile Steele | Mejor diseño de vestuario - Color Presentado por: Zsa Zsa Gabor An American in Paris (Un americano en París) — Orry-Kelly, Walter Plunkett e Irene Sharaff - The Tales of Hoffmann (Los cuentos de Hoffmann) — Hein Heckroth - David and Bathsheba (David y Bathsheba) — Charles LeMaire y Edward Stevenson - Quo Vadis — Herschel McCoy - The Great Caruso (El gran Caruso) — Helen Rose y Gile Steele |
| Mejor montaje Presentado por: Constance Smith A Place in the Sun (Un lugar en el sol) — William Hornbeck - An American in Paris (Un americano en París) — Adrienne Fazan - Decision Before Dawn (Decisión al amanecer) — Dorothy Spencer - The Well (El pozo de la angustia) — Chester Schaeffer - Quo Vadis — Ralph Winters | |

### Óscar honorífico
- Mejores efectos especiales: When Worlds Collide (Cuando los mundos chocan)
- Óscar a la mejor película de habla no inglesa: Rashōmon de Akira Kurosawa (Japón)
- Gene Kelly, por su versatilidad como actor, cantante, director y coreógrafo.

## Premios y nominaciones múltiples
| Película                                            | Nominaciones | Premios |
| --------------------------------------------------- | ------------ | ------- |
| A Place in the Sun (Un lugar en el sol)             | 9            | 6       |
| An American in Paris (Un americano en París)        | 8            | 6       |
| A Streetcar Named Desire (Un tranvía llamado Deseo) | 12           | 4       |
| The African Queen (La reina de África)              | 4            | 1       |
| The Great Caruso (El gran Caruso)                   | 3            | 1       |
| Here Comes the Groom (Aquí viene el novio)          | 2            | 1       |
| When Worlds Collide (Cuando los mundos chocan)      | 2            | 1       |
| Rashōmon                                            | 1            | 1       |
| Seven Days to Noon (Ultimátum)                      | 1            | 1       |
| Quo Vadis                                           | 8            | 0       |
| David and Bathsheba (David y Bathsheba)             | 5            | 0       |
| Death of a Salesman (La muerte de un viajante)      | 5            | 0       |
| Detective Story (Brigada 21)                        | 4            | 0       |
| The Tales of Hoffmann (Los cuentos de Hoffmann)     | 2            | 0       |
| Decision Before Dawn (Decisión al amanecer)         | 2            | 0       |
| The Blue Veil (No estoy sola)                       | 2            | 0       |
| Bright Victory (Nuevo amanecer)                     | 2            | 0       |
| On the Riviera (En la Costa Azul)                   | 2            | 0       |
| The Well (El pozo de la angustia)                   | 2            | 0       |
| La ronde (La ronda)                                 | 2            | 0       |
| Show Boat (Magnolia)                                | 2            | 0       |
| The Frogmen (Luchas submarinas)                     | 2            | 0       |